# Feliks Franciszek Łoyko

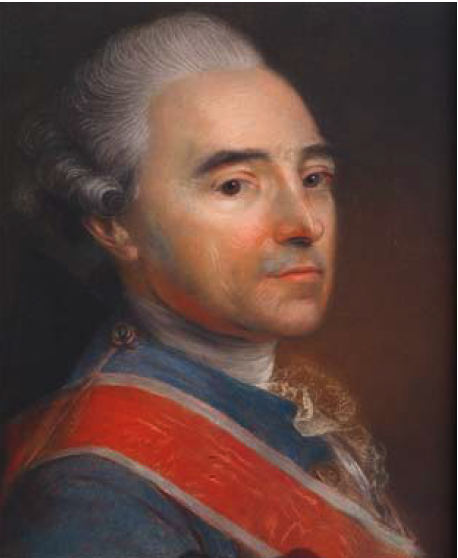
Gemälde von Louis-François Marteau

Feliks Franciszek Łoyko (* 1716 in Grzybów bei Szadek, Polen-Litauen; † 19. Mai 1779 in Warschau) war ein polnischer Politiker, Diplomat, Historiker, Jurist und Ökonom sowie Schriftsteller der Aufklärung. Seine Familie gehörte zur Wappengemeinschaft Wąż.

## Leben
Łoyko war Mitglied der Adelsfamilie Łoyko, die ursprünglich aus Litauen stammte. Er studierte am Jesuitenkolleg Posen und der Ritterakademie Liegnitz. Danach ging er auf Grand Tour nach Westeuropa. Danach ging er an den Hof des Krakauer Kastellanen Janusz Antoni Wiśniowiecki, der ihn dem polnisch-litauischen König und sächsischen Kurfürsten August III. vorstellte. Politisch verband er sich mit den Czartoryski, die seine Karriere am Königshof förderten, wo er Anfang der 1740er Jahre schnell vom Pagen zum Kammerjunker, Kammerherr und schließlich Starost von Schroop wurde, was ihm entsprechende Einnahmen sicherte. Nach dem Tod August III. übernahm ihn der neue König Stanislaus II. August Poniatowski 1764 als Kammerherr und schickte ihn noch im ersten Jahr seiner Regentschaft sowie erneut 1766 als Diplomat an den Hof von Ludwig XV. nach Versailles und den anderen Höfen der Bourbonen in Parma, Neapel, Sizilien und Spanien. Für seine Verdienste als Diplomat erhielt er vom König den Orden des Weißen Adlers und den Sankt-Stanislaus-Orden. Nach seiner Rückkehr nach Polen-Litauen wurde er im Ausschuss für die Einnahmen der Krone eingesetzt. 1772 protestierte er gegen die Erste Polnischen Teilung. Er wurde regelmäßig zu den Donnerstagmittagessen am Hof von Stanislaus II. August Poniatowski eingeladen, wo er seine Lyrik vortrug. Daneben verfasste er zahlreiche historische Schriften und hatte einen regen Briefwechsel mit bedeutenden Persönlichkeiten seiner Zeit. Er verfasste seine Schriften auf Französisch und Polnisch.